# Laminacauda baerti
Laminacauda baerti är en spindelart som beskrevs av Miller 2007. Laminacauda baerti ingår i släktet Laminacauda och familjen täckvävarspindlar. Inga underarter finns listade i Catalogue of Life.